# Galeria Metrópole
A Galeria Metrópole é uma construção localizada no entorno da praça Dom José Gaspar, na área central da cidade de São Paulo, que abriga principalmente restaurantes, agências de turismo, salões de beleza e lojas. Por vários anos, a galeria teve uma das salas de cinema mais concorridas da cidade.

## Projeto arquitetônico
O projeto arquitetônico da galeria ficou a cargo dos arquitetos Gian Carlo Gasperini e Salvador Candia. Embora ambos tenham empatado em primeiro lugar no concurso promovido para eleger a melhor proposta para o edifício, Gasperini e Candia à época trabalhavam sozinhos e decidiram somar forças para criar uma ideia conjunta para aquele espaço.